# Famitsu
Famitsū (ファミ通) (tidligere Famicom Tsūshin) er et japansk spilmagasin, der udgives af forlaget Enterbrain, Inc. Der er i alt fem versioner af Famitsu – Weekly Famitsu, Famitsu PS2, Famitsu Xbox, Famitsu Cube and Advance, and Famitsu Wave DVD. Famitsu regnes som ét af verdens mest respekterede spilmagasiner, og den første udgave af bladet udkom i 1985. I dag har det et ugentligt oplag på 800.000 eksemplarer.

## Karaktersystemet
Famitsu er kendt for dets hårde karaktersystem, hvor fire personer anmeldere giver et givent spil en karakter fra 1 til 10 (med 10 som det bedste). Summen af disse fire karakterer danner spillets samlede score. Det vil altså sige, at den mest eftertragtede karakter er 40/40, hvilket kun disse spil har fået gennem tiderne:
1. The Legend of Zelda: Ocarina of Time (1998, Nintendo, for Nintendo 64)
2. Soulcalibur (1999, Namco, for Dreamcast)
3. Vagrant Story (2000, Square Co., for PlayStation)
4. The Legend of Zelda: The Wind Waker (2003, Nintendo, for Nintendo GameCube)
5. Nintendogs (2005, Nintendo, for Nintendo DS)
6. Final Fantasy XII (2006, Square Enix, for PlayStation 2)
7. Super Smash Bros. Brawl (2008, Nintendo, for Wii)
8. Metal Gear Solid 4: Guns of the Patriots (2008, Konami, for PlayStation 3)
9. 428: Fūsa Sareta Shibuya de (2008, Sega, for Wii)
10. Dragon Quest IX: Sentinels of the Starry Skies (2009, Square Enix, for Nintendo DS)
11. Monster Hunter Tri (2009, Capcom, for Wii)
12. Bayonetta (2009, Sega, for Xbox 360)
13. New Super Mario Bros. Wii (2009, Nintendo, for Wii)
14. Metal Gear Solid: Peace Walker (2010, Konami, for PlayStation Portable)